# Erwin Pairon
Erwin Pairon (Grevenmacher, 24 augustus 1953) is een voormalig Belgisch politicus voor Agalev en Groen!. Later kwam hij nog op als onafhankelijke, op een kartellijst van CD&V en sp.a en daarna op de sp.a-lijst voor de Vlaamse verkiezingen en de gemeenteraadsverkiezingen.
Pairon studeerde Middeleeuwse Geschiedenis aan de Rijksuniversiteit Gent (1978). Tot 2018 werkte hij aan de Koninklijke Bibliotheek van België, waar hij in 1993 afdelingshoofd werd.
In 2003 werd hij door de Snorrenclub Antwerpen verkozen tot 'snor van het jaar'.
Hij is gehuwd met Inge Schoups, stadsarchivaris van Antwerpen.

## Politieke carrière
Pairon was van 1989 tot 1994 districtsraadslid in Berchem en van 1995 tot 2012 gemeenteraadslid in Antwerpen. Van 1998 tot 2000 was hij schepen van Ruimtelijke Ordening, milieu, groenvoorziening, afvalbeleid en stadsreiniging en van 2001 tot 2006 schepen van leefmilieu; groenvoorziening, afvalbeleid, huisvesting, bevolking en ontwikkelingssamenwerking in de stad Antwerpen, met een korte onderbreking in 2003 toen het voltallige schepencollege ontslag nam wegens de Visa-affaire.
Na de gemeenteraadsverkiezingen van 2006 belandde Groen in de oppositie. Pairon vormde hierop met Freya Piryns de tweekoppige Groen-fractie in de gemeenteraad.
In 2012 maakte hij de overstap naar de "stadslijst" (een kartel van sp.a en CD&V), waarmee hij bij de verkiezingen opkwam als onafhankelijke. Hij werd niet verkozen.
- International Standard Name Identifier: 0000 0003 9827 6728
- Nederlandse Thesaurus van Auteursnamen: 073969613
- Virtual International Authority File: 234095304
- WorldCat: E39PBJr3yyw39WHJ7kKg6GppT3